# Cephalaeschna patrorum
Cephalaeschna patrorum – gatunek ważki z rodziny żagnicowatych (Aeshnidae). Występuje w Chinach; stwierdzono go w prowincjach Henan, Qinghai, Shanxi, Shaanxi, Syczuan oraz w Pekinie. Opisał go w 1930 roku James George Needham w oparciu o okaz samca. Samicę opisano dopiero w 2013 roku.